# Donald O'Connor

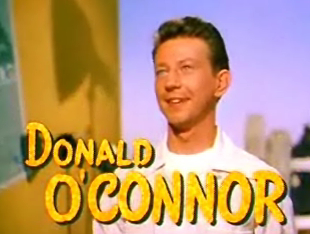
Donald O'Connor en la película I Love Melvin.

Donald David Dixon Ronald O’Connor (Chicago, Illinois; 28 de agosto de 1925-Calabasas, California; 27 de septiembre de 2003) fue un cantante, bailarín y actor estadounidense que consiguió la fama en una serie de películas que coprotagonizó con Gloria Jean, Peggy Ryan y la mula Francis. Quizás su actuación más famosa fue junto a Gene Kelly y Debbie Reynolds en la película musical Cantando bajo la lluvia (1952).

## Inicios
O’Connor nació en Chicago, Illinois, en una familia inmigrante de origen irlandés dedicada al vodevil. La tragedia sacudió a su familia cuando, siendo un niño de dos años, sufrieron un accidente de circulación, en el cual falleció su hermana Arlene de siete años. Su padre falleció unas semanas después a causa de un ataque al corazón mientras actuaba sobre el escenario. Su hermano Billy murió al poco tiempo con diez años de escarlatina, tres hermanos habían muerto al nacer y el primogénito Jack fallecería en 1959 de alcoholismo. Tal vez por ello, la madre fue muy posesiva y estricta con su hijo menor, al punto de que no le dejó cruzar la calle solo hasta los trece años.
O´Connor nunca fue a la escuela, se pasó la infancia de gira actuando en un número de baile con su madre y su hermano Jack. El tiempo entre giras lo pasaban en casa de su tío Bill O´Connor en Danville, Illinois.

## Carrera
O'Connor se inició en el cine en 1937, debutando con su acto familiar en Melody for Two. Fue contratado en la Paramount, usualmente interpretando a chicos impetuosos, como en Tom Sawyer, Detective y Beau Geste. En 1942 O'Connor se unió al grupo de adolescentes con talento de Universal Pictures. Progresivamente fue recibiendo papeles de mayor importancia en cuatro de los musicales de Gloria Jean realizados por la compañía, y alcanzó el estrellato a los 17 años con Mister Big (1943), coprotagonizada por Gloria Jean y la bailarina cómica Peggy Ryan. Los números de O'Connor y Ryan invitaban a la comparación con los realizados por Mickey Rooney y Judy Garland para la rival Metro-Goldwyn-Mayer. 
O'Connor entró en las fuerzas armadas en 1944, el día de su 18 cumpleaños. A su vuelta, Universal lo eligió para protagonizar musicales y comedias ligeras. En 1949, consiguió el papel protagonista en Francis, la historia de un soldado amigo de una mula parlante. La película fue un gran éxito, y tuvo para O'Connor sus pros y sus contras: el impulso de su carrera musical se vio constantemente interrumpido, ya que los estudios insistieron en hacer una película anual con la mula "Francis" hasta 1955. A causa de ello O'Connor perdió la oportunidad de hacer de compañero de Bing Crosby en White Christmas. O'Connor fue obligado a retirarse cuando contrajo una enfermedad transmitida por la mula, y fue reemplazado por Danny Kaye.
Recibió una oferta de MGM para interpretar al comediante y pianista Cosmo Brown en Cantando bajo la lluvia (1952), papel por el que recibió un Globo de Oro a la mejor interpretación masculina en musical o comedia. Es ampliamente conocida su interpretación de la canción Make'Em Laugh que coreografió con ayuda de un director de baile y su hermano Jack. La actuación fue tan exigente, que tras su realización, tuvo que ser hospitalizado por lesiones y agotamiento. Tiempo después diría: "La escena se estaba convirtiendo en un in crescendo, pensé que tendría que suicidarme."
Donald O'Connor tuvo bastante éxito en la televisión en los años 50, y fue uno de los invitados asiduos de la popular serie de la NBC Colgate Comedy Hour. Presentó un especial en color para la misma cadena en 1957, siendo uno de los primeros programas en color grabados en video; un extracto de la transmisión fue incluido en el programa especial de la NBC con motivo de su cincuentenario en 1976. Además apareció en otras series televisivas de corta duración a lo largo de los años 60. 
Tras vencer su alcoholismo en los 70, intervino en la película de 1981 Ragtime, con un papel notable por su similitud con interpretaciones anteriores de James Cagney y Pat O'Brien. O'Connor también trabajó en la obra Bring Back Birdie, en Broadway, en 1981, y continuó apareciendo en cine y televisión a lo largo de los años 90. La última película de Donald O'Connor fue la comedia Out to Sea, con Jack Lemmon y Walter Matthau, en la cual interpretaba a un anfitrión de baile en un crucero.
O’Connor todavía tuvo apariciones públicas hasta 2003, con entrevistas en diversos medios.

## Vida personal y fallecimiento
Su primer matrimonio fue en 1944 con Gwen Carter; se casaron en Tijuana contando él 19 años y ella 20. Tuvieron una hija, Dona, y se divorciaron en 1954. El matrimonio fue turbulento, con abuso físico contra O'Connor por parte de Carter, frustrada por su inexistente carrera como actriz. Según los informes, Carter obtuvo la casa familiar y la custodia de su hija, mientras O'Connor se quedó solo con el perro y buscó la ayuda de numerosos psiquiatras. En 1955 Carter se casó con el actor Dan Dailey. O'Connor se casó con su segunda esposa, la actriz Gloria Noble, en 1956. Permanecieron unidos hasta su muerte en 2003 y tuvieron tres hijos, Donald Frederick, Alicia y Kevin.
O'Connor se sometió a un bypass cardíaco cuádruple en 1990 y casi murió de una neumonía en 1999. Falleció por insuficiencia cardíaca el 27 de septiembre de 2003, a los 78 años. Entre sus últimas palabras, se dice que dio las gracias irónicamente a la Academia de Artes y Ciencias Cinematográficas por el Óscar honorífico que esperaba ganar en una fecha futura. Fue incinerado en el cementerio Hollywood Hills de Los Ángeles. Le sobrevivieron su viuda, Gloria, y sus cuatro hijos.

## Filmografía
- It Can't Last Forever (1937)
- Men with Wings (1938)
- Sing You Sinners (1938)
- Sons of the Legion (1938)
- Tom Sawyer, Detective (1938)
- Boy Trouble (1939)
- Unmarried (1939)
- Million Dollar Legs (1939)
- Beau Geste (1939)
- Night Work (1939)
- Death of a Champion (1939)
- On Your Toes (1939)
- What's Cookin'? (1942)
- Private Buckaroo (1942)
- Give Out, Sisters (1942)
- Get Hep to Love (1942)
- When Johnny Comes Marching Home (1942)
- It Comes Up Love (1943)
- Mister Big (1943)
- Top Man (1943)
- Chip Off the Old Block (1944)
- Follow the Boys (1944)
- This Is the Life (1944)
- The Merry Monahans (Noche triunfal) (1944)
- Bowery to Broadway (1944)
- Patrick the Great (1945)
- Something in the Wind (El diablillo ya es mujer) (1947)
- Are You with It? (1948)
- Feudin', Fussin', and A-Fightin' (1948)
- Screen Snapshots: Motion Picture Mothers, Inc. (1949)
- Yes Sir That's My Baby (1949)
- Francis (1950)
- Curtain Call at Cactus Creek (1950)
- The Milkman (1950)
- Double Crossbones (1951)
- Francis Goes to the Races (1951)
- Cantando bajo la lluvia (1952)
- Francis Goes to West Point (1952)
- I Love Melvin (1953)
- Call Me Madam (Llámeme señora) (1953)
- Francis Covers the Big Town (1953)
- Walking My Baby Back Home (1953)
- Francis Joins the WACs (1954)
- There's No Business Like Show Business (Luces de candilejas) (1954)
- Francis in the Navy (1955)
- Anything Goes (1956)
- The Buster Keaton Story (1957)
- Cry for Happy (La casa de las tres geishas) (1961)
- The Wonders of Aladdin (1961)
- That Funny Feeling (Trampa para un soltero) (1965)
- Just One More Time (1974)
- That's Entertainment! (1974)
- Ragtime (1981)
- Pandemonium (1982)
- A Time to Remember (1987)
- Toys (1992)
- Father Frost (1996)
- Out to Sea (1997)

## Trabajo televisivo
- Como productor - The Milton Berle Show - 1948
- Como director - un episodio de Petticoat Junction - 1964
- Como actor:
  - Colgate Comedy Hour - 1953-54
  - Bell Telephone Hour - 1964-66
  - The Donald O'Connor Show - 1968
  - The Bionic Woman - episodio "A Thing of the Past" (1976)
  - The Love Boat (El Crucero del Amor - Hispanoamérica ó Vacaciones en el mar -España) - 1981-84
  - The Nanny (La nanny, La nany o La niñera) - episodio Freida Needa Man 1996
  - ´´Highway to heaven